# Berryville (Virginia)
Berryville è un comune degli Stati Uniti d'America, situato nello Stato della Virginia, nella Contea di Clarke, della quale è il capoluogo.